# بنيامين بيرتوزو
بنيامين بيرتوزو (بالإسبانية: Benjamín Pertuzzo)‏ (مواليد 2 مارس 1905) هو ملاكم أرجنتيني، مثّل بلاده في الألعاب الأولمبية الصيفية 1924.

## روابط خارجية
بنيامين بيرتوزو على موقع أوليمبيديا (الإنجليزية)